# 3' exonucleasa de reparación
Las 3' exonucleasas de reparación (EC 3.1.11.2) son unas enzimas nucleasas que actúan sobre el último nucleótido en el término 3' de una cadena de ADN (exodeoxiribonucleasa) para formar nucleósido-5-fosfatos. Tienen preferencia por el ADN de doble cadena. Puede que participen en la reparación del ADN.
En el ser humano se conocen dos isozimas: TREX1 y TREX2. Esta familia de enzimas tiene como cofactor magnesio. Es requerido para la actividad de la enzima. Su sustitución por Mn2+ resulta en una actividad parcial de la enzima. Se presenta como homodímero y se localiza en el núcleo.
La isozima TREX1 se expresa en el timo, bazo, hígado, cerebro, corazón, intestino delgado y colon. La isozima TREX2 se expresa en el corazón, pecho, próstata, músculo esquelético, testículos, útero, medula ósea, colon, intestino delgado, estómago y timo.
El gen de la isozima TREX1 es idéntico o adyacente al gen ATRIP. Alguno de los ARN mensajeros que codifican ATRIP también codifican TREX1.

## Relevancia clínica
Los defectos en TREX1 son causa del síndrome de Aicardi-Goutieres tipo 1 (AGS1). Este tipo es una enfermedad genética heterogénea caracterizada por atrofia cerebral, leucoencefalopatía, calcificaciones intracraneales, linfocitosis crónica del fluido cerebroespinal e incremento del interferón CSF alfa. Rasgos clínicos como trombocitopenia, hepatoesplenomegalia, un elevado nivel de transaminasas hepáticas y fiebre intermitente sugieren erróneamente un proceso infeccioso. Las disfunciones severas neurológicas se manifiestan como microcefalia progresiva, espasticidad, postura distónica y retardo psicomotor profundo. La muerte ocurre en la niñez. El AGS1 puede ser autosomal recesivo o dominante.
Los defectos en TREX1 son causa de susceptibilidad al lupus eritematoso sistémico (SLE). Es un desorden multisistémico inflamatorio y comúnmente febril del tejido conectivo. Afecta principalmente a la piel, articulaciones, riñones y membranas serosas. Se piensa que esta enfermedad representa un fallo de los mecanismos reguladores del sistema autoinmune.
Los defectos en TREX1 son causa del lupus con sabañones (CHBL). Es una forma rara cutánea de lupus eritematoso. Los individuos afectados se presentan con lesiones nodulares o papulares rojo azuladas de la piel en localizaciones acrales precipitadas por exposiciones a temperaturas inferiores a 10 grados centígrados.
Los defectos en TREX1 son causa de vasculopatía cerebro-retinal (CRV). Es una endoteliopatía microvascular que aparece entre los 40 y 60 años de edad. Esta vasculopatía retinal está caracterizada por telangiectasias, microaneurismas y obliteración retinal capilar que empieza en la mácula. La sustancia blanca cerebral enferma tiene pequeños infartos prominentes que a menudo se unen para formar pseudotumores.